# Merulaxis stresemanni
Merulaxis stresemanni là một loài chim trong họ Rhinocryptidae.